# Naissance en 1903
Naissance
- 1899
- 1900
- 1901
- 1902
- 1903
- 1904
- 1905
- 1906
- 1907

Cette page dresse une liste de personnalités nées au cours de l'année 1903. 

La liste des naissances est présentée dans l'ordre chronologique.

La liste des personnes référencées dans Wikipédia est disponible dans la page de la Catégorie: Naissance en 1903.

## Janvier
- 1er janvier :
  - Juan Atilio Bramuglia, avocat, syndicaliste, homme politique, diplomate et professeur d’université argentin († 4 septembre 1962).
  - Eudaldo Serrano Recio, républicain espagnol, membre fondateur du Parti socialiste ouvrier espagnol († 6 mars 1941).
- 2 janvier : 
  - Antoine Chartres, peintre français († 29 juin 1968).
  - Kane Tanaka, supercentenaire japonaise, doyenne de l'humanité de 2018 à 2022 († 19 avril 2022).
- 4 janvier : Georg Elser, résistant intérieure allemand au nazisme, ayant tenter de tuer Hitler († 9 avril 1945).
- 5 janvier :
  - Henri Le Thomas, Compagnon de la Libération († 19 décembre 1964).
  - Ettore Meini, coureur cycliste italien († 29 août 1961).
- 6 janvier :Kane Tanaka, doyenne de l'humanité pendant 1367 jours.

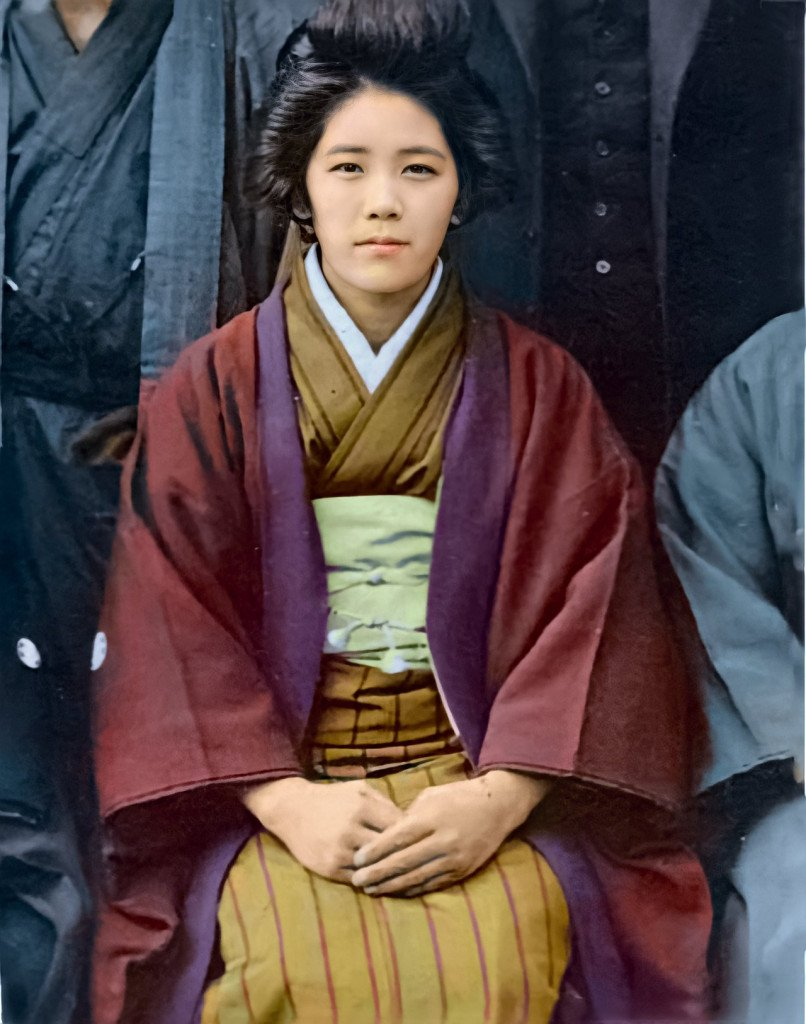
Kane Tanaka, doyenne de l'humanité pendant 1367 jours.

  - Maurice Abravanel, chef d'orchestre américain († 22 septembre 1993).
  - Boris Blacher, compositeur allemand († 30 janvier 1975).
  - Francis L. Sullivan, acteur anglais († 19 novembre 1956).
- 7 janvier : Carlos di Sarli, musicien de tango, chef d'orchestre, compositeur et pianiste argentin († 12 janvier 1960).
- 8 janvier :
  - Gaston De Ruymbeke, footballeur belge († 26 avril 1992).
  - Gueorgui Nisski, peintre russe puis soviétique († 18 juin 1987).
- 9 janvier : Étienne Blandin, peintre français († 10 novembre 1991).
- 10 janvier : Barbara Hepworth, sculpteur britannique († 20 mai 1975).
- 11 janvier :
  - Alan Paton, écrivain sud-africain († 12 avril 1988).
  - Domenico Piemontesi, coureur cycliste italien († 31 mai 1987).
- 13 janvier : Auguste Denis-Brunaud, peintre français († 16 mars 1985).
- 14 janvier : Maurice Félicien Jules Paul Blanchard, peintre français († 31 décembre 1969).
- 16 janvier : Peter Brocco, acteur américain († 20 décembre 1992).
- 17 janvier : René Le Forestier, peintre français († 4 septembre 1972).
- 18 janvier : Berthold Goldschmidt, compositeur et chef d'orchestre britannique d'origine allemande († 17 octobre 1996).
- 21 janvier : Émile Savitry, peintre et photographe français († 30 octobre 1967).
- 27 janvier : Pere Vallribera i Moliné, pianiste et compositeur catalan († 7 mars 1990).
- 28 janvier : Antonio Negrini, coureur cycliste italien († 25 septembre 1994).
- 29 janvier : Edmond Chauvet, peintre et illustrateur français († 20 décembre 1968).

## Février
- 2 février : Frank McGrath, acteur américain († 13 mai 1967).
- 5 février : 
  - Sakari Momoi, supercentenaire japonais († 5 juillet 2015).
  - Nikolaï Podgorny, homme politique russe puis soviétique († 11 janvier 1983).Georges Simenon, créateur du commissaire Maigret.

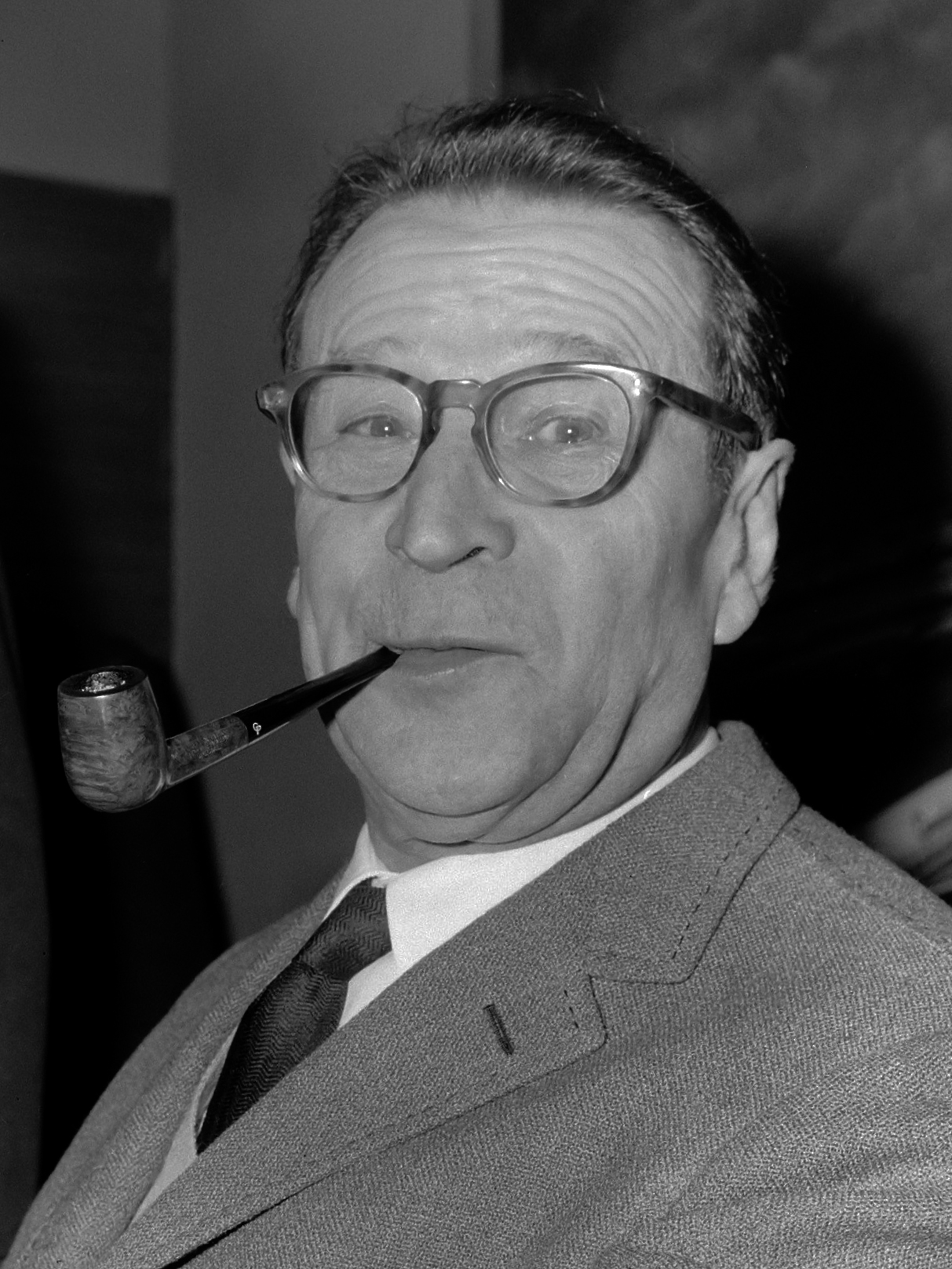
Georges Simenon, créateur du commissaire Maigret.

- 6 février : Egon von Vietinghoff, peintre suisse, auteur et philosophe de la peinture († 14 octobre 1994).
- 8 février :
  - Tunku Abdul Rahman, homme politique malaisien († 6 décembre 1990).
  - Julie van der Veen, peintre néerlandaise († 10 janvier 1997).
  - 10 février : Vincent Jouk-Hrychkievitch, homme politique russe puis soviétique († 14 février 1989).
- 11 février :
  - Irène Némirovsky, écrivaine russe d'expression française († 19 août 1942).
  - André Tondu, peintre français († 26 mai 1980).
- 12 février : Todd Duncan, artiste lyrique (baryton), professeur et acteur américain († 28 février 1998).
- Louis Le Bouëdec, centenaire et doyen masculin des Français († 21 août 2012).
- 13 février : Georges Simenon, écrivain belge († 4 septembre 1989).
- 14 février : Stuart Erwin, acteur américain († 21 décembre 1967).
- 16 février :
  - Edgar Bergen, acteur américain († 30 septembre 1978).
  - Norman Shelley, acteur anglais († 22 août 1980).
- 17 février : 
  - Leïla Ben Sedira, chanteuse algérienne d'opéra († 1er juin 1982).
  - Cagancho (Joaquín Rodríguez Ortega), matador espagnol († 1er janvier 1984).
- 18 février : Béla Varga, prêtre catholique et homme politique hongrois († 13 octobre 1995).
- 19 février : Fernand Oubradous, bassoniste, chef d'orchestre et compositeur français († 9 janvier 1986).
- 20 février :Anaïs Nin, 1ère femme à publier des ouvrages érotiques.

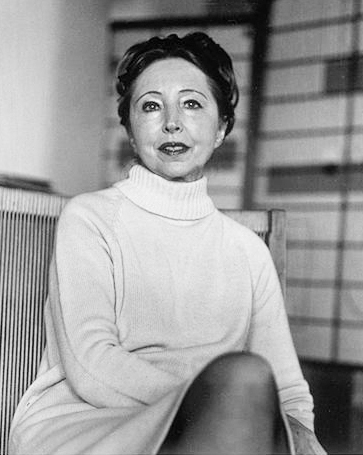
Anaïs Nin, 1ère femme à publier des ouvrages érotiques.

  - Anne Catherine Hof Blinks, botaniste américaine († 25 janvier 1995).
  - Charles Pélissier, coureur cycliste français († 28 mai 1959).
  - Joseph Schröffer, cardinal allemand de la curie romaine († 7 septembre 1983).
- 21 février :
  - Anaïs Nin, écrivaine franco-américaine († 14 janvier 1977).
  - Raymond Queneau, écrivain et poète français († 25 octobre 1976).
- 22 février :
  - Morley Callaghan, romancier, nouvelliste et animateur de radio et de télévision canadien († 25 août 1990).
  - Leopold Drucker, joueur et entraîneur de football autrichien († 25 février 1988).
- 24 février : Abram Topor, peintre français d'origine polonaise († 9 octobre 1992).
- 26 février : Giulio Natta, chimiste italien († 2 mai 1979).
- 27 février : Reginald Gardiner, acteur britannique († 7 juillet 1980).

## Mars
- 3 mars : Jules Lellouche, peintre tunisien († 23 novembre 1963).
- 4 mars :
  - Filippo Caracciolo di Castagneto, homme politique italien († 16 juillet 1965).
  - Dorothy Mackaill, actrice américaine († 12 août 1990).
- 5 mars : André Lanskoy, peintre russe († 22 août 1976).
- 8 mars : Robert Wehrlin, peintre et graveur suisse († 29 février 1964).
- 10 mars : Bix Beiderbecke, cornettiste, compositeur et pianiste de jazz américain († 6 août 1931).
- 13 mars : Yasutaro Koide, supercentenaire japonais († 19 janvier 2016).
- 16 mars : Emil-Edwin Reinert, réalisateur et scénariste français († 17 octobre 1953).
- 17 mars : Don Dillaway, acteur américain († 18 novembre 1982).
- 18 mars : Galeazzo Ciano, homme politique italien († 11 janvier 1944).
- 19 mars : Henri Guillemin, historien, conférencier et polémiste français († 4 mai 1992).
- 20 mars : Edgar Buchanan, acteur américain († 4 avril 1979).
- 23 mars :
  - Elena Caffarena, avocate et féministe chilienne († 19 juillet 2003).
  - Ezio Sclavi, joueur et entraîneur de football italien, puis peintre († 31 août 1968).
- 24 mars : Carlos Galicia, footballeur espagnol († 20 février 1965).
- 26 mars : Arno Vetterling, chef d'orchestre et compositeur allemand d'opérettes († 30 janvier 1963).
- 27 mars : François Gardier, coureur cycliste belge († 15 février 1971).
- 30 mars : Zoltán Vas, homme politique hongrois († 13 août 1983).

## Avril
- 5 avril : Thomas Pitfield, compositeur, poète, artiste, graveur, calligraphe, ébéniste et enseignant britannique († 11 novembre 1999).
- 8 avril :
  - André Margat, peintre, illustrateur, dessinateur, graveur, laqueur et sculpteur français († 10 février 1997).
  - Sylvain Vigny, peintre français († 4 février 1970).
- 9 avril : Ward Bond, acteur américain († 5 novembre 1960).
- 11 avril : Claire Weekes, zoologiste australienne († 2 juin 1990).
- 13 avril : Rex Evans, acteur britannique († 3 avril 1969).
- 14 avril : Concepción García Lorca, personnalité de l'exil républicain espagnol, sœur de Federico García Lorca († 21 avril 1962).
- 15 avril : John Williams, acteur anglais († 5 mai 1983).
- 17 avril :

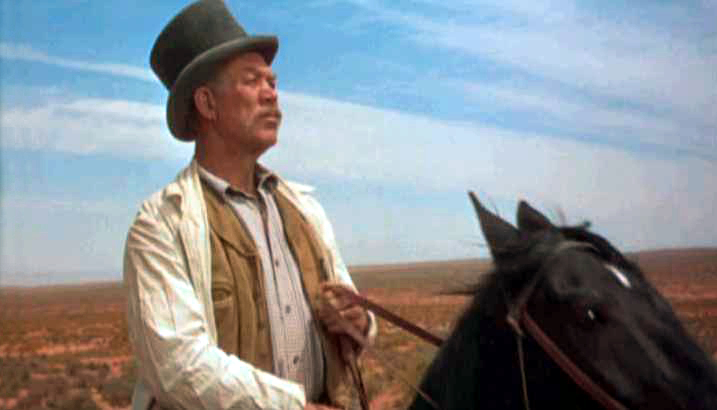
Ward Bond, second rôle de plusieurs grands films hollywoodiens.

  - Ward Bond, second rôle de plusieurs grands films hollywoodiens.Nicolas Nabokov, compositeur, musicologue et écrivain américain d'origine russe († 6 avril 1978).
  - Gregor Piatigorsky, violoncelliste russe puis soviétique naturalisé américain († 6 août 1976).
- 18 avril :
  - Simone d'Avène, dessinatrice et peintre française († 27 décembre 1996).
  - Antoine Irisse, peintre français de l’École de Paris († 10 janvier 1957).
- 21 avril : 
  - Marcelle Brunswig, peintre figurative postimpressionniste française († 14 mai 1987).
  - Eugenio Castellucci, footballeur argentin († ?).
- 23 avril : Yvonne Maisonneuve, canadienne, fondatrice de l'association La Chaînon († 25 août 1980).
- 24 avril : Bertrand Mogniat-Duclos, peintre, dessinateur et illustrateur français († 2 janvier 1987).
- 26 avril : 
  - Dorothy Sebastian, actrice américaine († 8 avril 1957).
  - Alexandre Garbell, peintre français de l’École de Paris († 31 décembre 1970).
- 30 avril : Günter Raphael, compositeur allemand († 19 octobre 1960).

## Mai
- 1er mai :
  - Francis X. Bushman Jr., acteur américain († 16 avril 1978).
  - Simone Colombier, peintre française († 1er mars 1984).
  - Marc Saint-Saëns, peintre, cartonnier de tapisserie et graveur français († 16 décembre 1979).
- Bing Crosby, oscar du meilleur acteur 1944.2 mai :

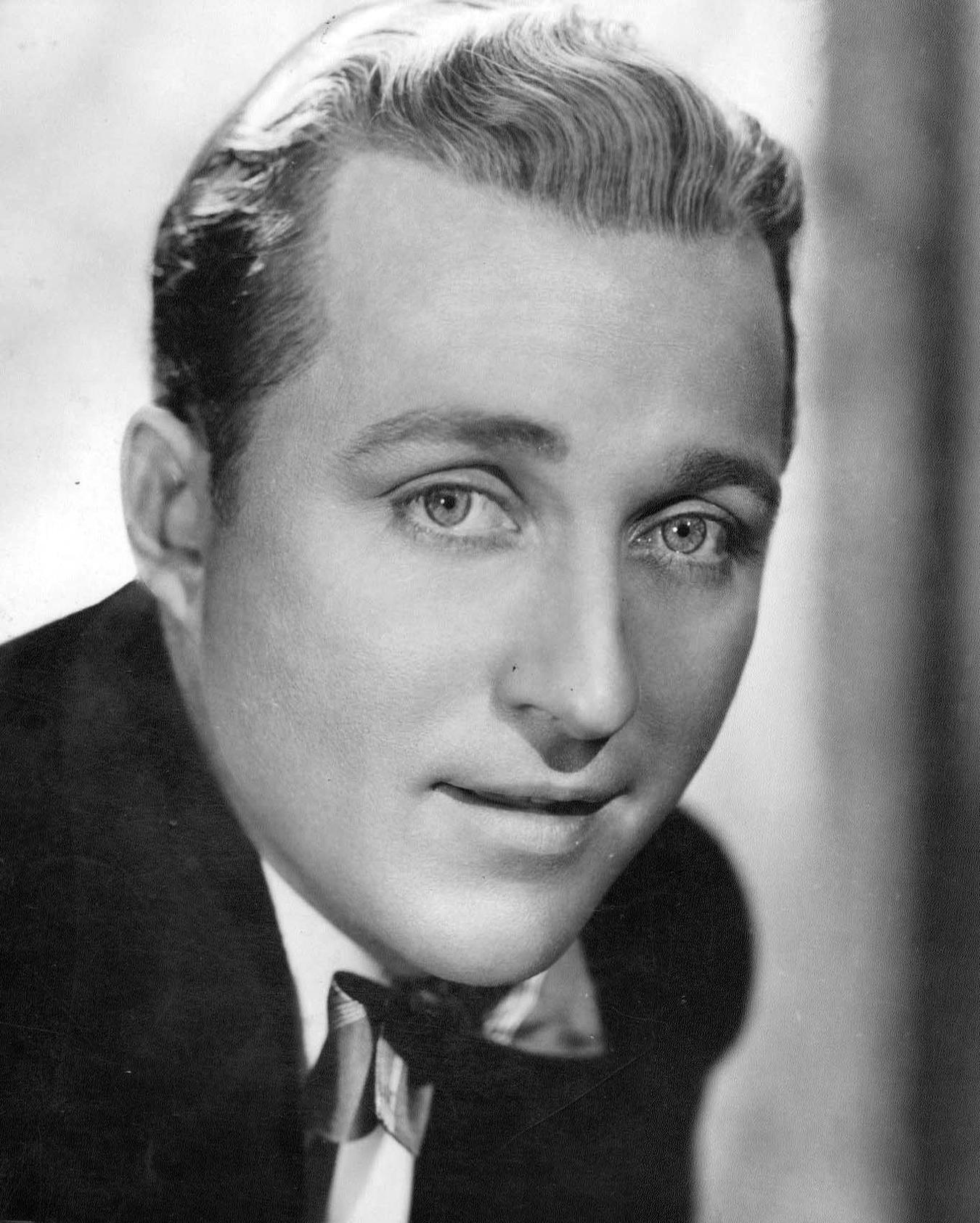
Bing Crosby, oscar du meilleur acteur 1944.

  - Marcel Houyoux, coureur cycliste belge († 28 novembre 1983).
  - Gladys Mackenzie, physicienne écossaise († 1972).
- 3 mai : Bing Crosby, chanteur et acteur américain († 14 octobre 1977).
- 4 mai :
  - Luther Adler, acteur américain († 8 décembre 1984).
  - Mario Lusiani, coureur cycliste italien († 3 septembre 1964).
- 5 mai : Janus Braspennincx, coureur cycliste néerlandais († 7 janvier 1977).
- 7 mai : Gianfilippo Usellini, peintre et graveur italien († 21 août 1971).
- 8 mai :
  - Manuel Anatol, footballeur espagnol naturalisé français († 17 mai 1990).
  - Fernandel (Fernand Joseph Désiré Contandin), acteur, humoriste, chanteur et réalisateur français († 26 février 1971).
- 12 mai :
  - Lennox Berkeley, compositeur anglais († 26 décembre 1989).
  - Wilfrid Hyde-White, acteur anglais († 6 mai 1991).
- 14 mai : Hugh Borton, historien américain († 6 août 1995).

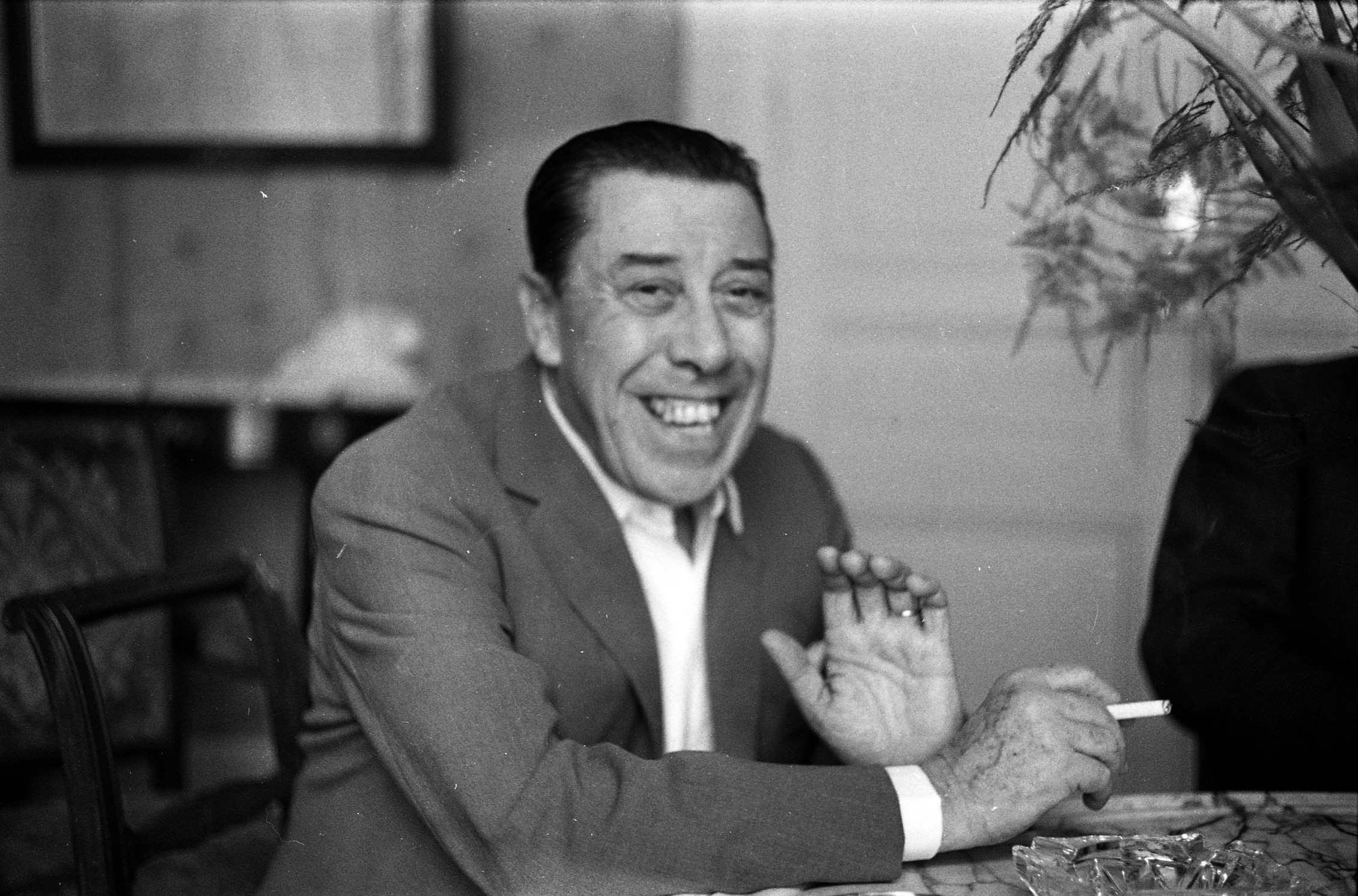
Fernandel, Don Camillo dans 5 films.

- Fernandel, Don Camillo dans 5 films.15 mai : Louis Bénisti, peintre et sculpteur français († 1er mai 1995).
- 20 mai : Miklós László, dramaturge, acteur et scénariste hongrois, devenu américain († 19 avril 1973).
- 23 mai :
  - Pablo Muñoz Vega, cardinal équatorien, jésuite et archevêque de Quito († 3 juin 1994).
  - Pierre Noël, peintre et illustrateur français († 29 octobre 1981).
- 24 mai : Aram Khatchatourian, compositeur soviétique/arménien († 1er mai 1978).
- 26 mai : Danny Green, acteur britannique († 1973).
- 27 mai : Iossif Outkine, poète et correspondant de guerre soviétique († 13 novembre 1944).
- 28 mai :
  - Oliver Drake, scénariste, réalisateur, producteur, compositeur et acteur américain († 19 août 1991).
  - Walter Goehr, compositeur et chef d'orchestre allemand naturalisé anglais († 4 décembre 1960).
- 29 mai :
  - Kaj Andrup, joueur et entraîneur de football danois († 20 janvier 1988).
  - Bob Hope, acteur et humoriste américain († 27 juillet 2003).

## Juin
- 1er juin : Michel Randria, sénateur français, homme politique malgache († 1er décembre 1977).
- 3 juin :
  - Luciano Contreras, matador mexicain († 3 février 1991).
  - Aart Glansdorp, peintre, dessinateur et maître de conférences néerlandais († 15 mars 1989).
- 5 juin : Sukarjo Wirjopranoto, homme politique indonésien († 23 octobre 1962).
- 8 juin : Marguerite Yourcenar, femme de lettres, première femme élue à l'académie française († 17 décembre 1987).
- 10 juin : Theo Lingen, acteur, scénariste et réalisateur allemand († 10 novembre 1978).
- 12 juin : Claude Foreau, peintre français († 24 avril 1973).
- 14 juin : Jean Albert Grand-Carteret, peintre français († 11 juin 1954).
- Marguerite Yourcenar, première femme à l'Académie Française.15 juin :

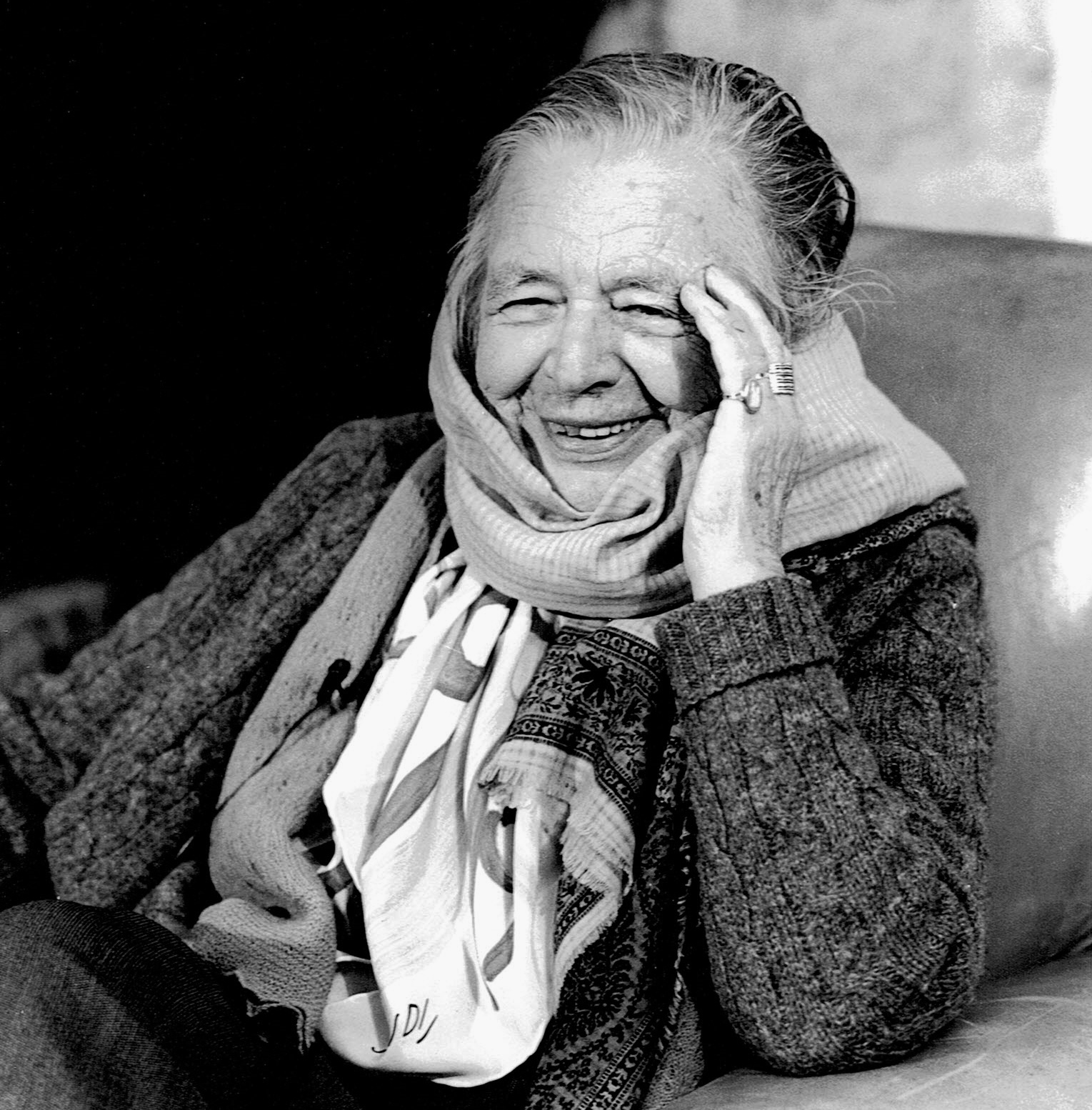
Marguerite Yourcenar, première femme à l'Académie Française.

  - Francisco Alcoriza, footballeur espagnol († 1er avril 1991).
  - Victor Brauner, peintre français d'origine roumaine († 12 mars 1966).
- 16 juin : Aurèle Barraud, peintre et graveur suisse († 7 décembre 1969).
- 18 juin :
  - Jeanette MacDonald, actrice et chanteuse américaine († 14 janvier 1965).
  - Charles Meunier, coureur cycliste belge († 17 juin 1971).
  - Raymond Radiguet, romancier et poète français († 12 décembre 1923).
- 20 juin : René Quentier, footballeur français († 18 novembre 1976).
- 21 juin :
  - Élisabeth Collot, supercentenaire française († 4 septembre 2016).
  - Louis Ignacio-Pinto, juriste, diplomate et homme politique béninois († 24 mai 1984).
- 25 juin :
  - Albert Brenet, peintre, affichiste et illustrateur français († 4 juillet 2005).
  - George Orwell, écrivain britannique († 21 janvier 1950).
  - Anne Revere, actrice américaine († 18 décembre 1990).

## Juillet
- 1er juillet :
  - Don Beddoe, acteur américain († 19 janvier 1991).
  - Amy Johnson, aviatrice britannique († 5 janvier 1941).
- 2 juillet : Olav V, roi de Norvège († 17 janvier 1991).
- 3 juillet : Vasyl Khmeluk, peintre et poète ukrainien et français († 2 novembre 1986).
- 4 juillet :
  - Corrado Bafile, cardinal italien († 3 février 2005).
  - Flor Peeters, organiste et compositeur belge († 4 juillet 1986).
- 5 juillet : Eileen Winterton, actrice britannique († 1er mai 2004).
- 11 juillet : Sidney Franklin, matador américain († 26 avril 1976).
- 13 juillet : Georges Delplanque, peintre français († 1999).
- 16 juillet :

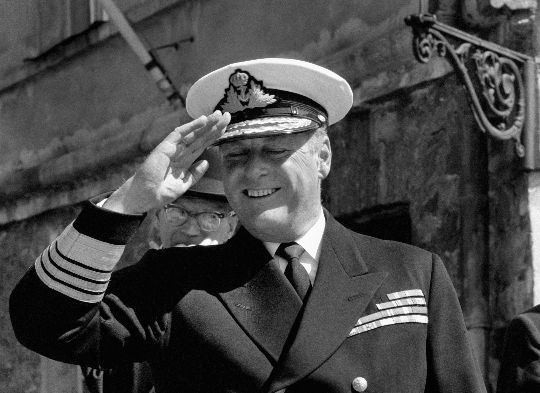
Olav V, roi de Norvège de 1957 à 1991.

  - Olav V, roi de Norvège de 1957 à 1991.Max Douguet, officier de marine, explorateur et peintre français († 18 août 1989).
  - Aníbal Olivieri, militaire, homme politique et diplomate argentin († 1984).
- 17 juillet : Janine Bouissounouse, romancière, historienne, critique de cinéma française († 13 septembre 1978).
- 19 juillet :
  - Robert Dalban, comédien français († 3 avril 1987).
  - Billy Nelson, acteur américain († 6 août 1973).
- 20 juillet : Lucienne Leroux, peintre française († 19 octobre 1981).
- 21 juillet : Russell Lee, photographe et photojournaliste américain († 28 août 1986).
- 23 juillet : Leone Tommasi, peintre et sculpteur italien († 5 mars 1965).
- 25 juillet : Ryōhei Koiso, peintre japonais († 16 décembre 1988).
- 26 juillet : Charles Marx, médecin, résistant et homme politique luxembourgeois († 13 juin 1946).
- 28 juillet : Honorine Rondello, supercentenaire française († 19 octobre 2017).
- 29 juillet : Paul Coze, peintre, illustrateur, ethnologue et écrivain français († 2 décembre 1974).

## Août
- 1er août : Andreu Bosch Girona, footballeur espagnol († 5 juillet 1978).
- 3 août :
  - Habib Bourguiba, homme d'État tunisien, premier président de la république de Tunisie († 6 avril 2000).
  - Rui Zobaram, militaire et homme politique brésilien († ?).
- 7 août : Saburō Moroi, compositeur japonais († 24 mars 1977).
- 12 août :Habib Bourguiba, 1er président de la république de Tunisie.

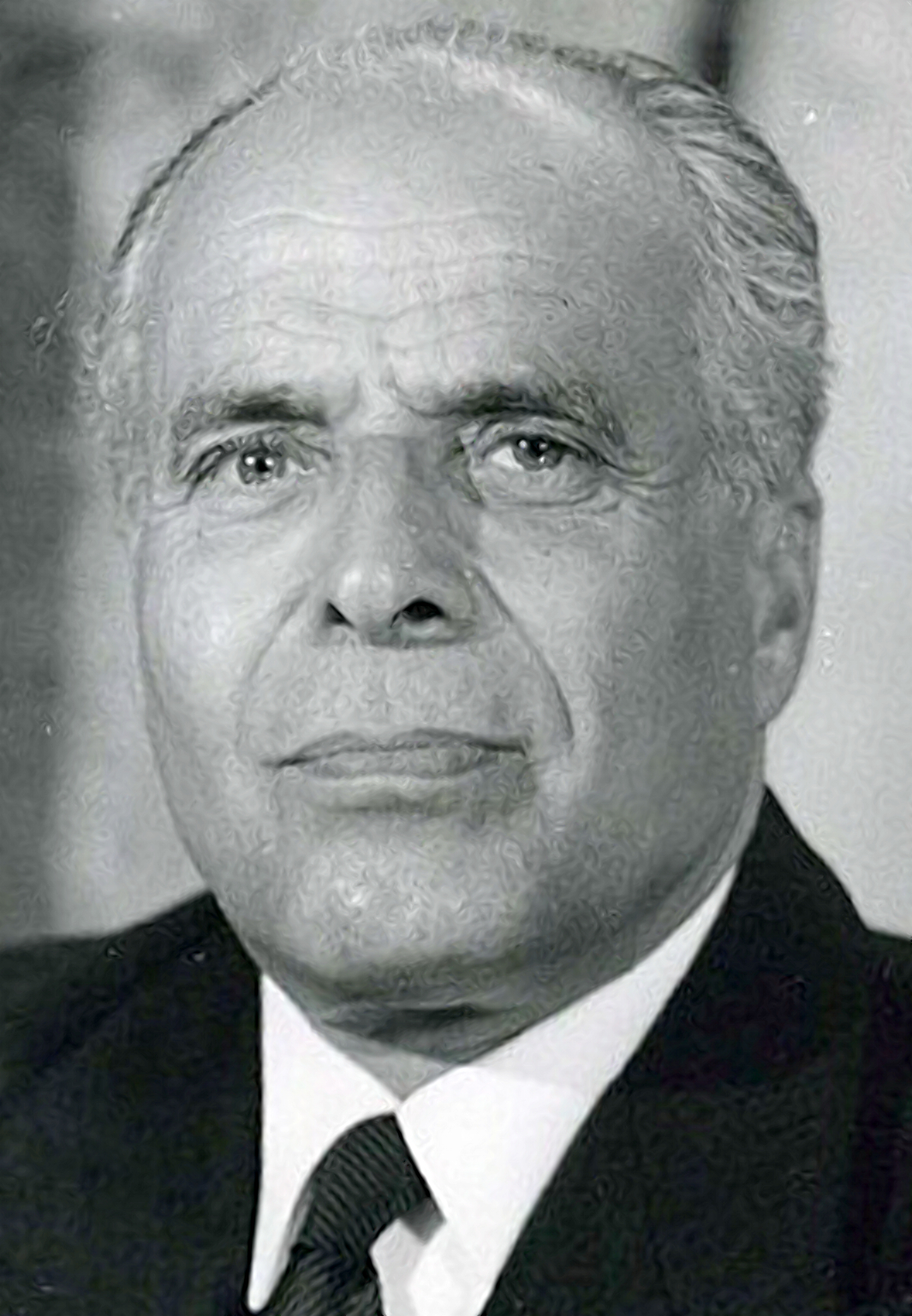
Habib Bourguiba, 1er président de la république de Tunisie.

  - Walter Bodmer, peintre et sculpteur suisse († 3 juin 1973).
  - Mario Nasalli Rocca di Corneliano, cardinal italien de la Curie romaine († 9 novembre 1988).
  - Pho Proeung, premier ministre cambodgien († 1975).
- 14 août :
  - Kim Chaek, général et homme politique nord-coréen († 31 janvier 1951).
  - Herzl Rosenblum, homme politique et journaliste israélien († 1er février 1991).
- 15 août : Henri Cado, homme politique français († 3 juin 1979).
- 16 août : Nicolas Abramtchik, journaliste et homme politique russe puis soviétique († 29 mai 1970).
- 17 août : Abram Chasins, compositeur, pianiste, musicologue, écrivain et homme de radio américain († 21 juin 1987).
- 18 août : Nikola Martinoski, peintre expressionniste macédonien († 7 février 1973).
- 19 août : Claude Dauphin, acteur français († 16 novembre 1978).
- 21 août : Kostas Giannidis, compositeur de musique classique, pianiste et chef d'orchestre grec († 17 janvier 1984).
- 23 août : John Gallaudet, acteur américain († 5 novembre 1983).
- 24 août : Graham Sutherland, artiste britannique († 17 février 1980).
- 26 août : Vladimir Naïditch, peintre français de l'École de Paris († 27 novembre 1980).
- 27 août : Léon Malaprade, chimiste français († 25 septembre 1982).
- 29 août : Norman Claridge, acteur britannique († 11 juin 1985).
- 30 août :
  - Bohumil Laušman, homme politique austro-hongrois puis tchécoslovaque († 9 mai 1963).
  - Pietro Pavan, cardinal italien, recteur de l'Université pontificale du Latran († 26 décembre 1994).
- 31 août :
  - Vladimir Jankélévitch, philosophe français († 6 juin 1985).
  - César Moro, poète et peintre surréaliste péruvien († 10 janvier 1956).

## Septembre
- 1er septembre : 
  - Dezső Ákos Hamza, réalisateur et peintre hongrois († 16 mars 1993).
  - Julien Delbecque, coureur cycliste belge († 22 octobre 1977).
  - Florence Owens Thompson, mére de famille de la photo Mère Migrante († 16 septembre 1983).
- 3 septembre : André Godinat, coureur cycliste français († 3 octobre 1979).
- 5 septembre : Shikō Munakata, peintre japonais († 13 septembre 1975).
- 8 septembre : Benjamin Davis, homme politique afro-américain († 22 août 1964).Claudette Colbert, 1ère française à recevoir l'Oscar de la meilleure actrice.

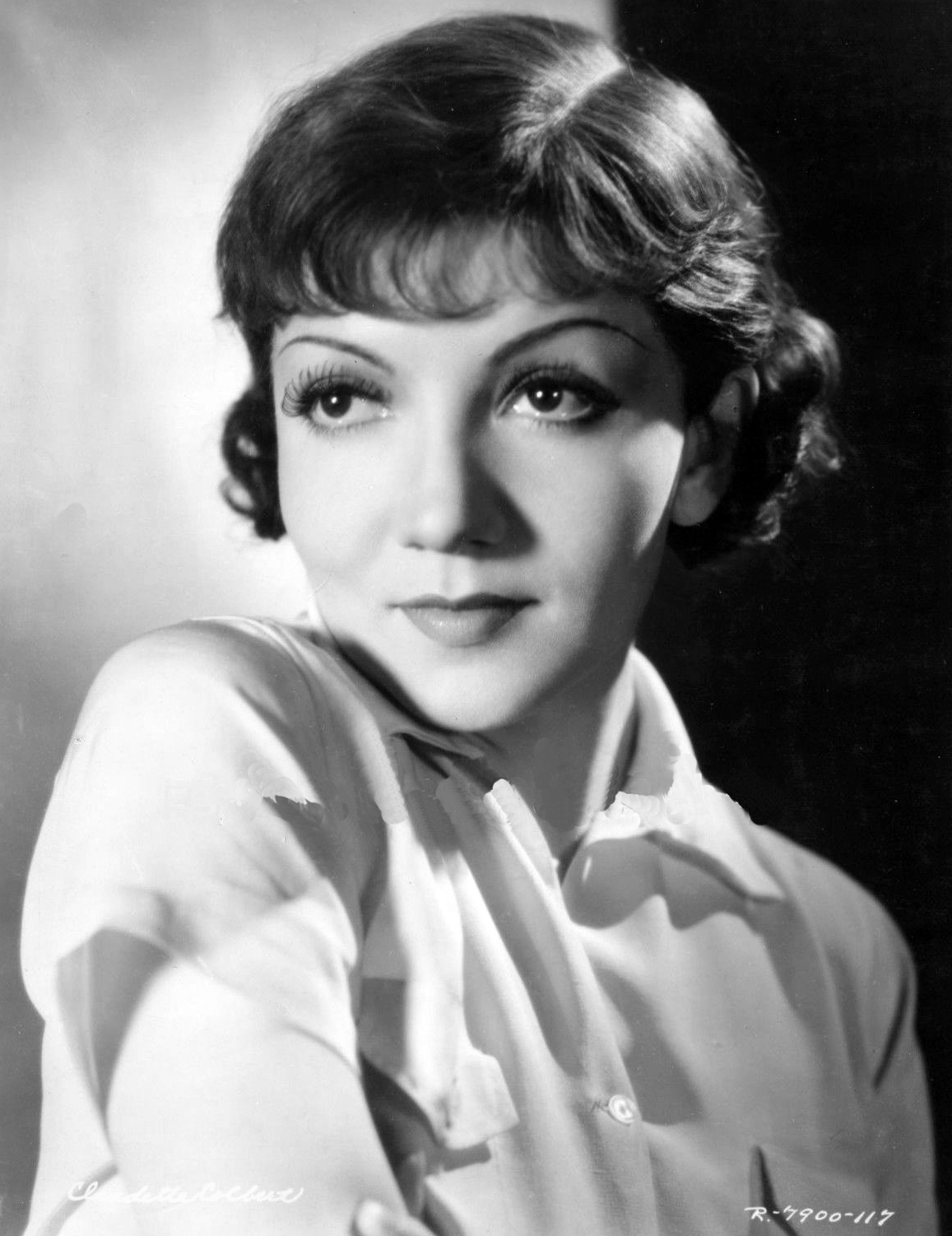
Claudette Colbert, 1ère française à recevoir l'Oscar de la meilleure actrice.

- 13 septembre : Claudette Colbert, actrice franco-américaine († 30 juillet 1996).
- 14 septembre : Lucien Raimbourg, comédien français († 20 février 1973).
- 15 septembre : Yisrael Kristal, supercentenaire israélien d’origine polonaise († 11 août 2017).
- 16 septembre : Richard Hall, compositeur et pédagogue anglais († 24 mai 1982).
- 17 septembre : 
  - Dolores Costello, actrice américaine († 1er mars 1979).
  - George Koltanowski, joueur d'échecs et journaliste échiquéen belge († 5 février 2000).
- 18 septembre : Vilém König, footballeur autrichien puis tchécoslovaque († 5 mars 1973).
- 20 septembre : Marcial Lalanda, matador espagnol († 25 septembre 1990).
- 21 septembre : Vera Stroeva, cinéaste soviétique († 26 août 1991).
- 23 septembre : Gitanillo de Triana (Francisco Vega de los Reyes), matador espagnol († 14 août 1931).
- 25 septembre :
  - Roger Chapelet, peintre de marine et affichiste français († 30 juin 1995).
  - Mark Rothko (Marcus Rothkowitz), peintre américain né à Dvinsk, aujourd'hui Daugavpils (Lettonie) († 25 février 1970).
- 29 septembre : Ted de Corsia, acteur américain († 11 avril 1973).

## Octobre
- 1er octobre :
  - George Coulouris, acteur anglais († 25 avril 1989).

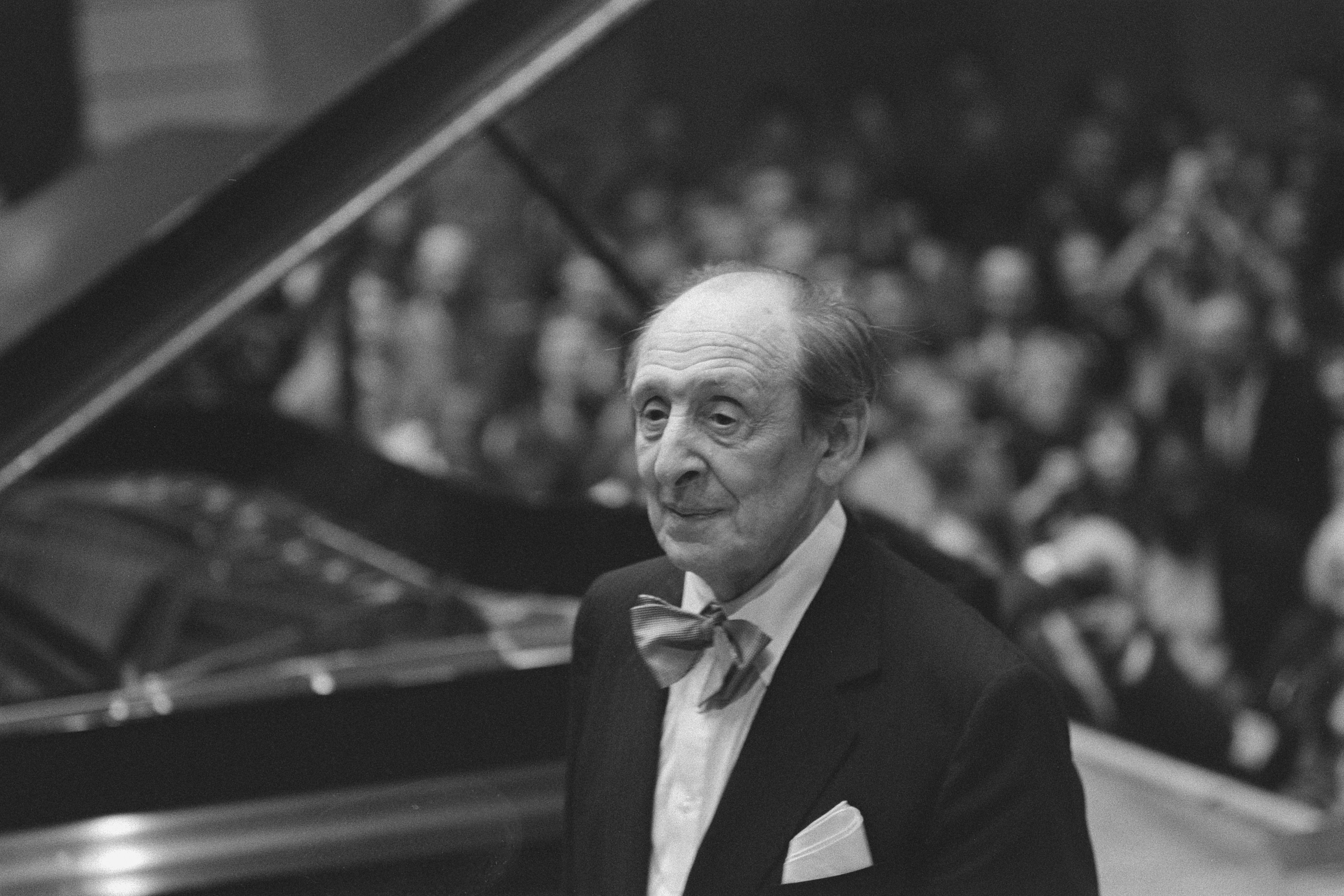
Vladimir Horowitz, un des plus grands virtuoses de l'histoire du piano.

  - Vladimir Horowitz, un des plus grands virtuoses de l'histoire du piano.Vladimir Horowitz, pianiste américain († 5 novembre 1989).
  - Robert Le Moal, footballeur français († 1er avril 1966).
- 2 octobre : Michele Mara, coureur cycliste italien († 18 novembre 1986).
- 7 octobre : Herbert List, photographe allemand († 4 avril 1975).
- 8 octobre : Ferenc Nagy, homme politique hongrois († 12 juin 1979).
- 10 octobre : Ferdinand Le Drogo, coureur cycliste français († 23 avril 1976).
- 11 octobre :
  - Giulio Ceretti, journaliste, syndicaliste et homme politique italien († 19 juin 1985).
  - Kazimierz Kordylewski, astronome polonais († 11 mars 1981).
- 12 octobre : Serge Brignoni, peintre et sculpteur suisse († 6 janvier 2002).
- 14 octobre :
  - Constant Colmay, officier de marine français, compagnon de la Libération († 25 novembre 1965).
  - Liavon Rydlewski, indépendantiste biélorusse († 24 octobre 1953).
- 15 octobre : Otto Bettmann, fondateur de la Bettmann Archive, collectionneur de photographies historiques du XXe siècle († 3 mai 1998).
- 16 octobre : Rex Bell, acteur américain († 4 juillet 1962).
- 19 octobre :
  - Louis Charrat, peintre français († 12 août 1971).
  - Dairine Vanston, peintre paysagiste irlandaise († 12 juillet 1988).
- 20 octobre : John Davis Lodge, acteur, puis homme politique et diplomate américain († 29 octobre 1985).
- 22 octobre : Curly Howard, acteur américain († 18 janvier 1952).
- 25 octobre : Domingo Carulla, footballeur espagnol († 1940).
- 28 octobre :
  - Antonio Calderara, peintre italien († 27 juin 1978).
  - Evelyn Waugh, écrivain britannique († 10 avril 1966).
- 29 octobre : Arturo Tabera Araoz, cardinal espagnol de la curie romaine († 13 juin 1975).

## Novembre
- 2 novembre :
  - Pierre Rousseau, illustrateur et peintre français († 3 mars 1991).
  - Lois White, peintre néo-zélandaise († 13 septembre 1984).
- 3 novembre : Walker Evans, photographe américain († 10 avril 1975).
- 4 novembre : Henry Milton Taylor, homme d'État bahaméen († 24 février 1994).
- 6 novembre : 
  - François Diana, peintre français († 16 mai 1993).
  - June Marlowe, actrice américaine († 10 mars 1984).

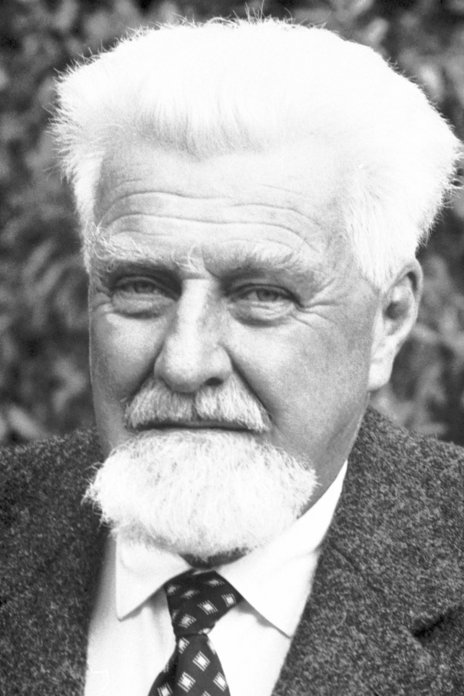
Konrad Lorenz, prix Nobel de physiologie en 1973

- Konrad Lorenz, prix Nobel de physiologie en 19737 novembre : Konrad Lorenz, biologiste et zoologiste autrichien, père de l'éthologie († 27 février 1989).
- 8 novembre : Mikhaïl Toumachev, officier soviétique († 1973).
- 9 novembre :
  - Léon-Etienne Duval, cardinal français, archevêque d'Alger († 30 mai 1996).
  - Carlo Hemmerling, musicien, compositeur et chef de chœur suisse († 3 octobre 1967).
- 10 novembre : Odette Pauvert, peintre et illustratrice française († 26 mai 1966).
- 12 novembre : Jack Oakie, acteur américain († 23 janvier 1978).
- 17 novembre : Lucien Michard, coureur cycliste français († 1er novembre 1985).
- 22 novembre : 
  - Marinette Mathieu, peintre et plasticienne française († 21 février 2002).
  - Ernest Neuhard, coureur cycliste français († 10 septembre 1980).
- 26 novembre : Youri Pimenov, peintre russe puis soviétique († 6 septembre 1977).
- 27 novembre : Julien Moineau, coureur cycliste français († 14 mai 1980).
- 28 novembre :
  - Tudor Ciortea, compositeur, musicologue et professeur de musique roumain († 13 octobre 1982).
  - Willy Gervin, coureur cycliste danois († 8 juillet 1951).
- 29 novembre : Vincenzo Bianchini, écrivain, poète, sculpteur, philosophe et médecin italien († 2000).
- 30 novembre : Claude Arrieu, compositrice française († 7 mars 1990).

## Décembre
- 5 décembre : Clément Hoydonckx, joueur et entraîneur de football belge († 12 décembre 1969).
- 6 décembre :
  - Sherman Kent, historien du renseignement américain († 11 mars 1986).
  - Mykola Kolessa, chef d'orchestre, compositeur et pédagogue soviétique puis ukrainien († 8 juin 2006).
- 8 décembre : Zoltán Székely, violoniste et compositeur hongrois († 5 octobre 2001).

- 9 décembre :

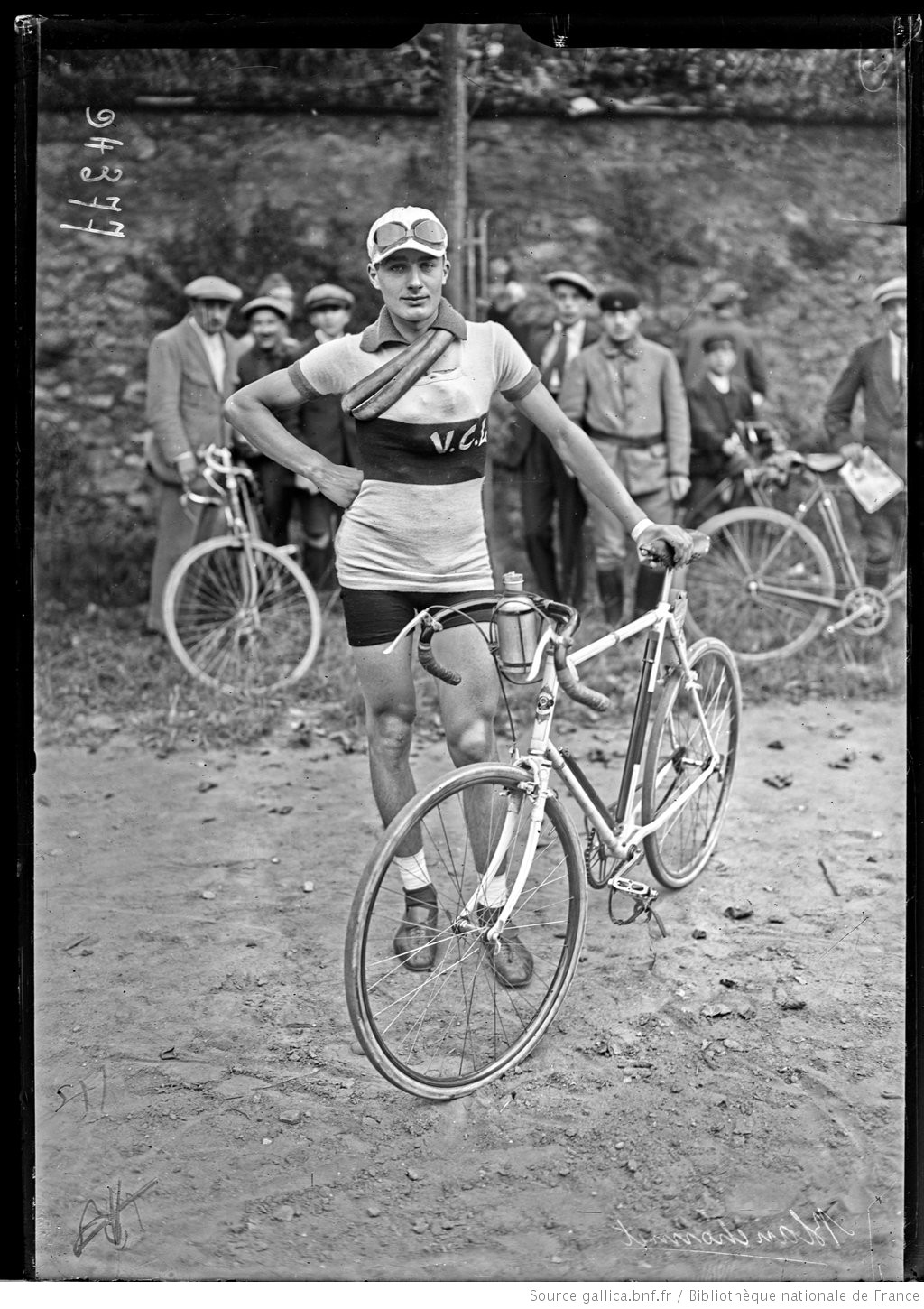
Armand Blanchonnet, double médaillé d'or aux JO de 1924.

  - Angelo Dell'Acqua, cardinal italien, vicaire général de Rome († 27 août 1972).
  - Pierre Pelloux, peintre français († 26 octobre 1975).
- 10 décembre : 
  - Emilio Giuseppe Dossena, peintre italien († 23 mars 1987).
  - Una Merkel, actrice américaine († 2 janvier 1986).
  - Daniel Octobre, peintre, graveur, émailleur et céramiste français († 19 avril 1995).
- 12 décembre : Yasujiro Ozu, réalisateur japonais († 12 décembre 1963).
- 15 décembre : Bernard Leene, coureur cycliste néerlandais († 24 novembre 1988).
- 16 décembre : Hardie Albright, acteur américain († 7 décembre 1975).
- 20 décembre : Georges Antenen, coureur cycliste suisse († 25 mars 1979).
- 23 décembre :
  - Armand Blanchonnet, coureur cycliste français († 17 septembre 1968).
  - Bolesław Kominek, cardinal polonais, archevêque de Wrocław († 10 mars 1974).
- 25 décembre : Lelio Basso, avocat et homme politique italien († 16 décembre 1978).
- 26 décembre :
  - Elisha Cook Jr., acteur américain († 18 mai 1995).
  - Michele Orecchia, coureur cycliste italien († 12 novembre 1981).
- 27 décembre : Hermann Volk, cardinal allemand, évêque de Mayence († 1er juillet 1988).
- 28 décembre : John von Neumann, mathématicien américain († 8 février 1957).
- 31 décembre :
  - René Dulieu, peintre français  († 30 juillet 1992),
  - Nathan Milstein, violoniste américain († 21 décembre 1992).

## Date précise inconnue
- Giustina Abbà, partisane, antifasciste et ouvrière italienne et croate († 24 septembre 1974).
- William Burke, acteur, réalisateur et producteur américain († 15 février 1958).
- Gendün Chöphel, moine, érudit, poète et peintre tibétain († 12 octobre 1951).
- Abolhassan Etessami, architecte, calligraphe, écrivain et peintre iranien († 1978).
- Ma Bufang, chef militaire chinois († 31 juillet 1975).
- Yin Zizhong, musicien chinois († 10 mai 1985).